# انقلاب نارنجی

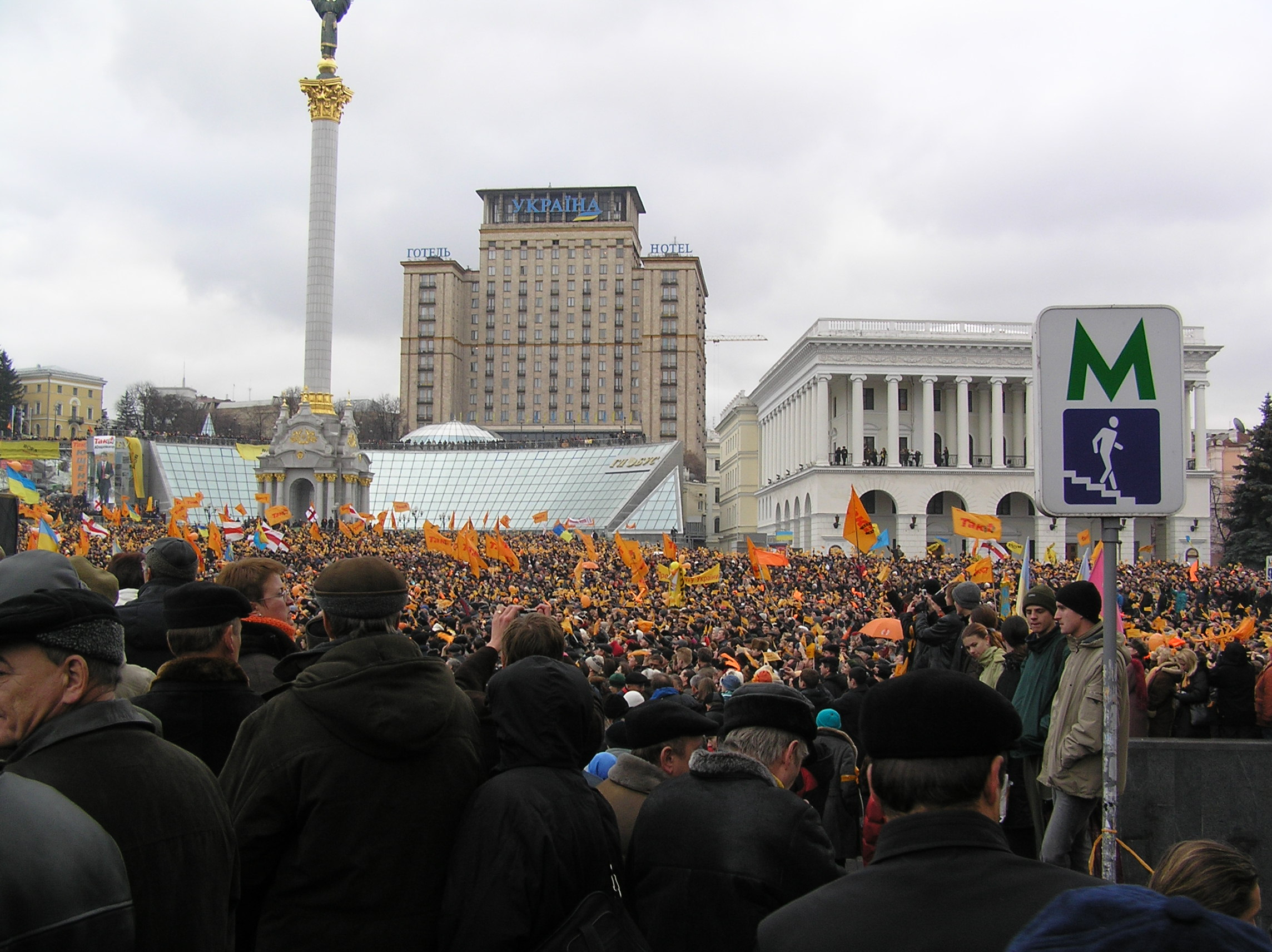
۲۲ نوامبر ۲۰۰۴، میدان استقلال کی‌یف، گردهمایی انقلاب نارنجی

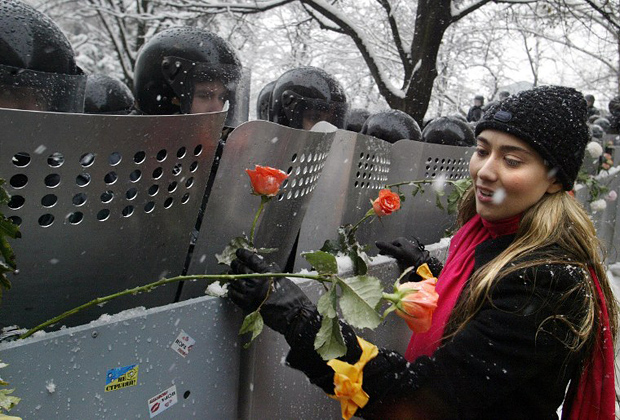
مردم درحین انقلاب نارنجی

انقلاب نارنجی (اوکراینی: Помаранчева революція، revolyutsiya Pomarancheva) یک سری از راهپیمایی‌ها، تحصنها، اعتصابها و نافرمانی‌های مدنی در اوکراین بود که از نوامبر ۲۰۰۴ تا ژانویه ۲۰۰۵ انجام گرفت. بلافاصله بعد از پایان انتخابات در سال ۲۰۰۴ ادعا شد که در انتخابات فسادهای گسترده مالی، ارعاب و تهدید رأی دهندگان و تقلب مستقیم انجام گرفته‌است.
کی‌یف، پایتخت اکراین کانون اعتراضات با روزانه هزاران تظاهرات‌کننده بود. در سراسر کشور انقلاب دموکراتیک با یک سری از نافرمانی‌های مدنی نمود پیدا کرد. در سراسر کشور تحصن و اعتصاب عمومی توسط جنبش‌هایی سازمان می‌یافتند.
مسموم شدن ویکتور یوشچنکو در جریان مبارزات انتخاباتی و احتمال دست داشتن ویکتور یانوکوویچ رقیب سرسخت یوشچنکو در این قضیه آتش انقلاب نارنجی اوکراین را برافروخت. پس از ۶۰ روز تظاهرات حامیان یوشچنکو پارلمان این کشور نتیجه انتخابات (که یانوکوویچ نامزد مورد حمایت روسیه را برنده اعلام می‌کرد) مخدوش و ملغی اعلام کرد و با برگزاری دوبارهٔ انتخابات که زیر نظارت موشکافانه ناظران داخلی و بین‌المللی بود، ویکتور یوشچنکو با کسب ۵۲ درصد آرا قدرت را در دست گرفت.

## نگارخانه

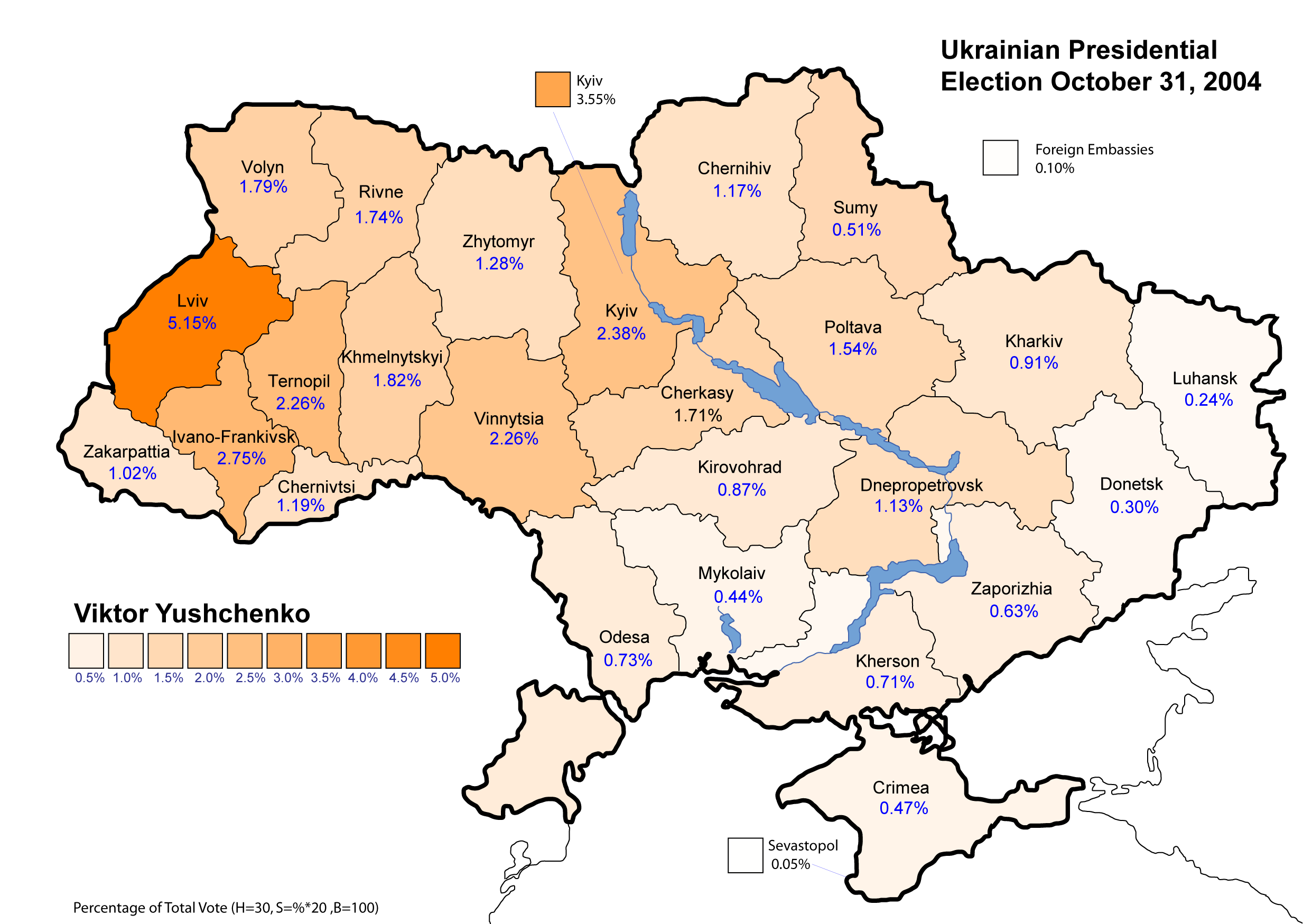
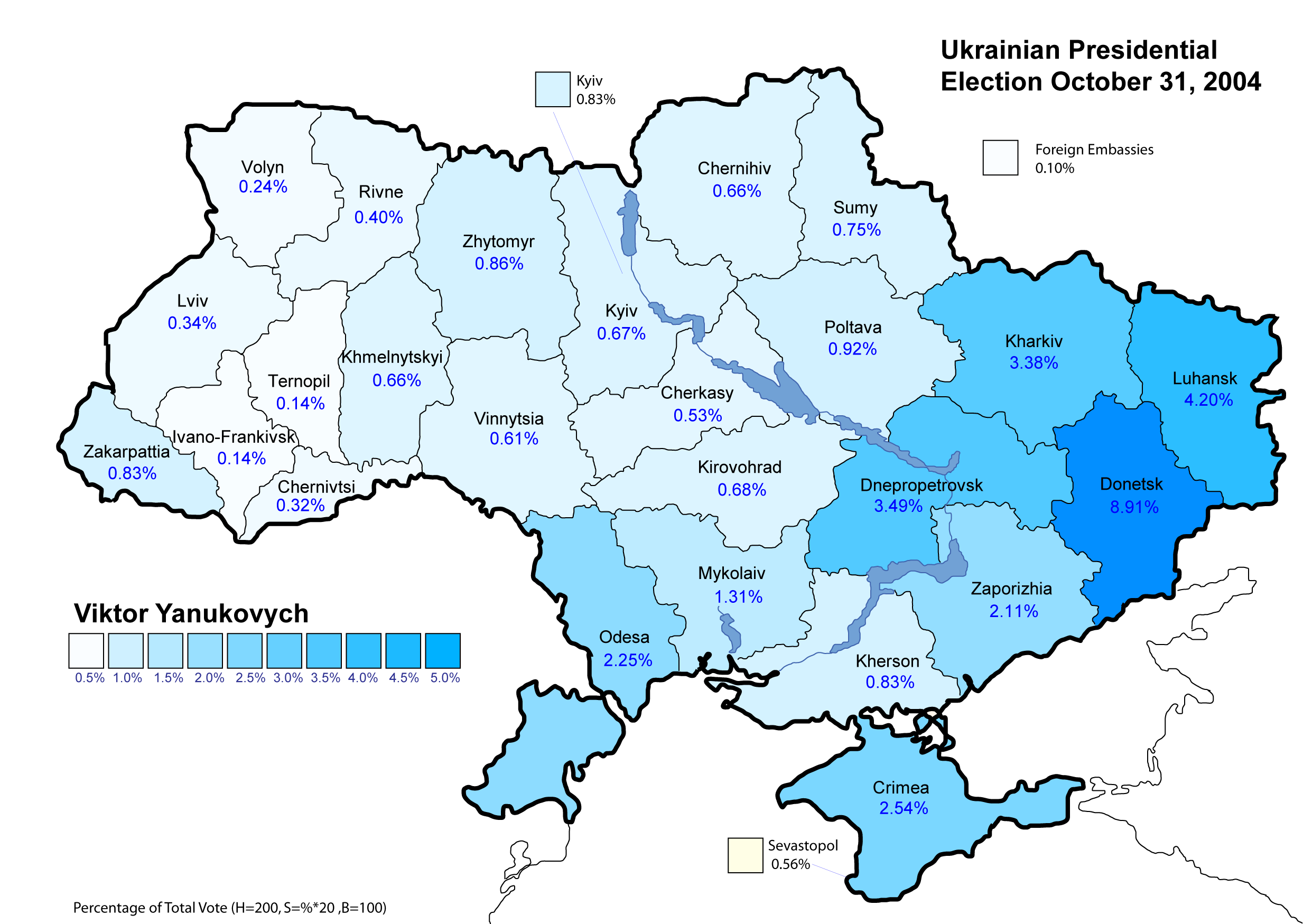
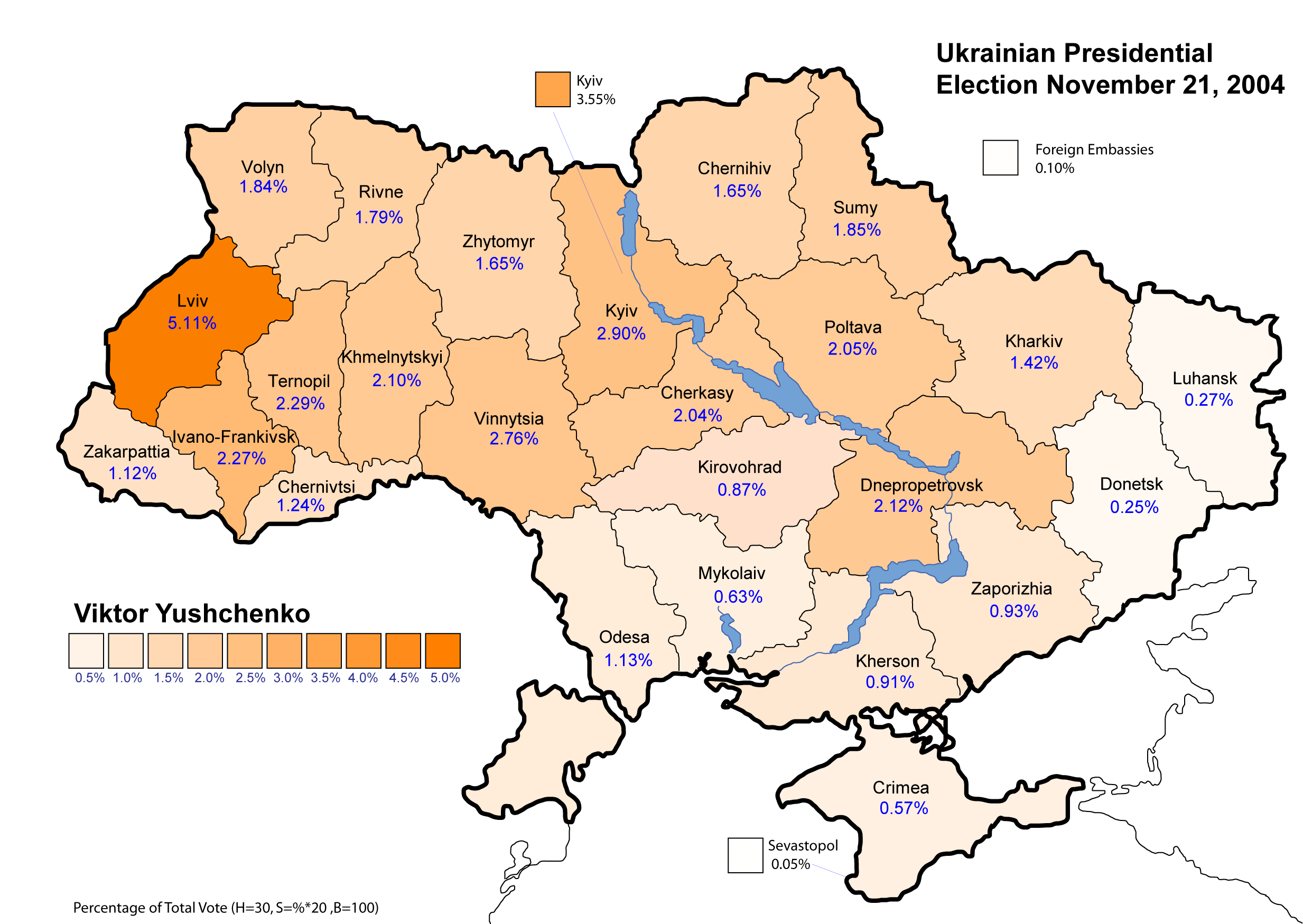
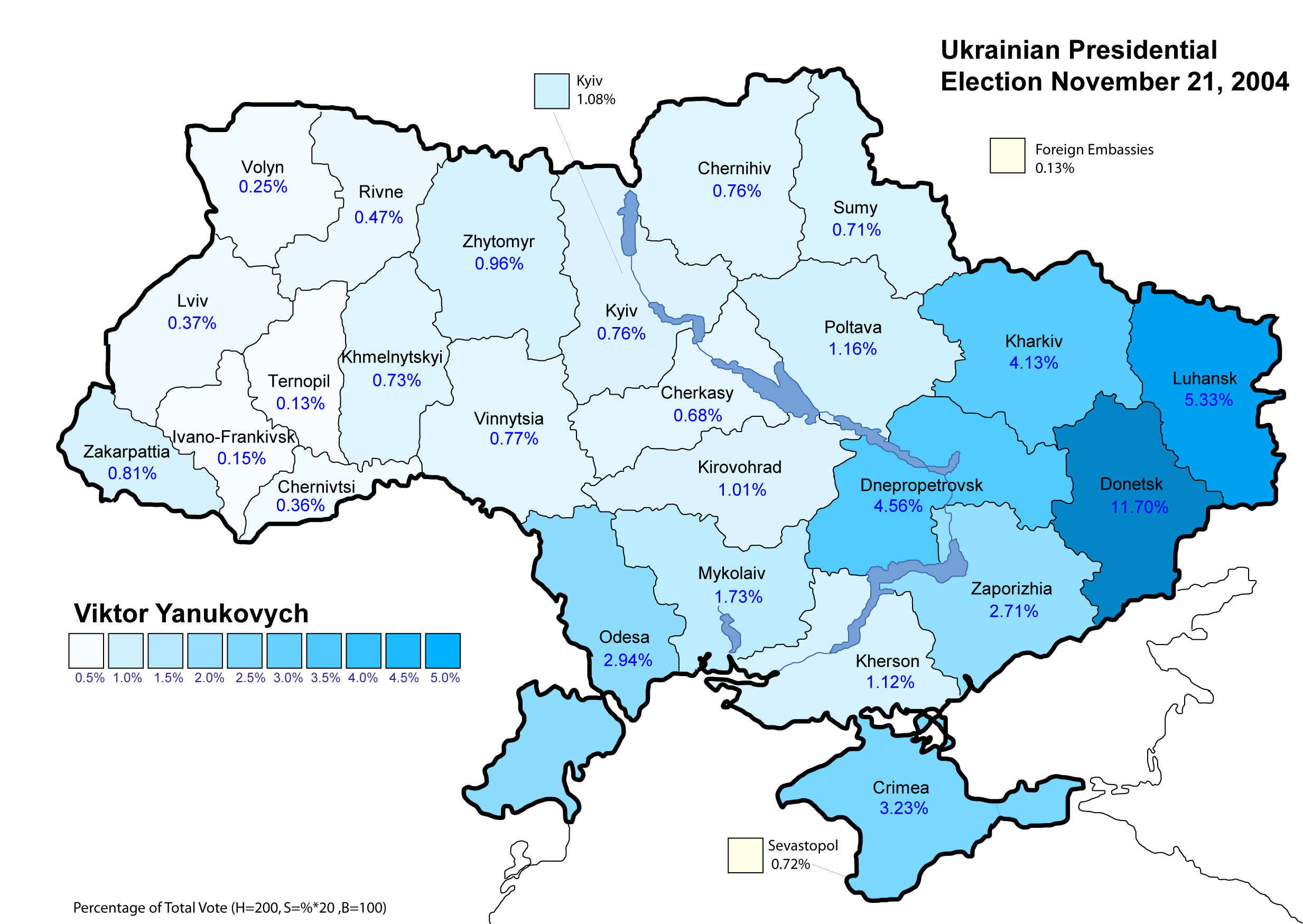